# Musée du film allemand
Le Musée du film allemand (en allemand : Deutsches Filmmuseum) est un musée créé en 1984 et situé à Francfort-sur-le-Main, sur le Museumsufer. Installé dans une ancienne villa, il est l'un des sept musées consacrés au cinéma en Allemagne.
En 2006, il a fusionné avec l'Institut du film allemand, lui aussi situé à Francfort.